# 알레만니아
알레만니아(라틴어: Alemannia)란 게르만족 부족연맹체인 알레만니가 213년 로마 제국의 리메스(국경장벽)를 뚫고 넘어온 뒤 정착한 지역이다. 알레만니는 3세기에 마인강 유역에서 팽창을 시작하여 로마 속주들을 공격하면서 4세기 초에 라인강 좌안에 정착했다.
4-5세기 알레만니아는 독립적인 부족왕들이 다스렸다가, 6세기에 프랑크인의 프랑크 왕국에게 복속되고 공국으로 격하되었다. 신성로마제국 체제에서 알레만니아는 슈바벤 공국이 되었다(915년). 10세기-12세기에는 수에비에게서 유래한 수에비아(라틴어: Suebia)라는 이름이 혼용되었다.
옛 알레만니아의 땅은 오늘날의 프랑스 알자스, 독일의 바덴과 슈바벤, 독일어권 스위스, 오스트리아의 포어아를베르크에 해당한다.

## 같이 보기
- 알레만어